# Anaplodes
Anaplodes là một chi bướm đêm thuộc họ Geometridae.